# Iglesia de San Honorato (Blois)
La antigua iglesia de San Honorato fue una de las iglesias de la ciudad medieval de Blois, en Francia.

## Vocación
La iglesia estaba dedicada al patrón de los panaderos, es decir, Honorato de Amiens.

## Historia

### Orígenes
Entre los siglos VI y VII, se establecieron santuarios cristianos en Blois, incluidos los de la Virgen, San Pedro (actual catedral de San Luis), San Leobino, San Martín y San Honorato.

### Construcción y evolución
La iglesia fue erigida alrededor del año 1500 gracias al financiamiento de Florimond I Robertet,quien residía en su hotel d'Alluye, en la calle Saint-Honoré.
Cuando Blois se independizó de la autoridad religiosa del obispado de Chartres en 1697, la iglesia pasó naturalmente bajo la jurisdicción de la recién construida catedral de San Luis.

### Demolición y legado
Finalmente, la iglesia de San Honorato fue víctima de la voluntad de los revolucionarios de privar al clero de sus bienes materiales. El edificio fue desmantelado en 1792, durante el mandato del segundo alcalde electo de Blois, Paul Legros-Mouillanderie.
Desde entonces, el espacio ha sido ocupado por una amplia plaza de San Honorato (place Saint-Honoré en francés) hoy en día acondicionada como estacionamiento público.